# Prêmio Élie Cartan
O Prêmio Élie Cartan (em francês:  Prix Élie Cartan) é um prêmio em matemática concedido pela Académie des sciences. É concedido a cada três anos a um matemático francês ou estrangeiro, com não mais de 45 anos e cujo trabalho científico se destaca através da introdução de novas ideias ou pela solução de um problema difícil. É denominado em homenagem ao matemático francês Élie Cartan, dotado com 3.800 Euros (situação em 2012).

## Recipientes
- 1981 Dennis Sullivan
- 1984 Mikhael Gromov
- 1990 Jean Bourgain
- 1993 Clifford Taubes
- 1996 Don Zagier
- 1999 Laurent Clozel
- 2002 Jean-Benoît Bost
- 2006 Emmanuel Ullmo
- 2009 Raphaël Rouquier
- 2012 Francis Brown
- 2015 Anna Erschler[1]
- 2018 Vincent Pilloni[2]